# ハナ・ホラーコヴァー
ハナ・ホラーコヴァー（Hana Horáková、1979年11月11日 - ）は、チェコ・ブルンタール出身の女子バスケットボール選手である。ポジションはガード。BK Brno所属。

## 来歴
1996年プロデビュー。
チェコ代表としてアテネ・北京・ロンドンオリンピック3大会連続出場。
クラブチームでもGambrinus Brno在籍時にユーロリーグ2005-06優勝を経験。
トルコリーグのフェネルバフチェを経て現在はBK Brno所属。
2010年世界選手権ではチェコの準優勝に貢献し大会MVPも獲得。